# Proeritroblasto

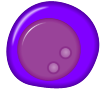
Proeritroblasto

Il proeritroblasto è una cellula precursore dell'eritrocita e rappresenta la prima tappa differenziativa identificabile dell'eritropoiesi.

## Morfologia
Il proeritroblasto è il più voluminoso precursore della serie rossa, con un diametro compreso tra i 15 e i 19 μm. È caratterizzato da un'intensa attività mitotica, nucleo grande di forma rotondeggiate, con cromatina finemente dispersa e contenente nucleoli. Lo scarso citoplasma è basofilo e presenta un alone più chiaro intorno al nucleo, sede di mitocondri e apparato del Golgi.